# 加藤美和 (国連職員)
加藤 美和（かとう みわ）は、日本の国連職員。国際連合薬物犯罪事務所 (UNODC) 事業局長。元UN Womenアジア太平洋地域部長・事務所長。

## 人物・経歴
1996年、上智大学比較文化学部比較文化学科卒業（政治学主専攻）。1998年、上智大学大学院修士課程修了（国際関係論専攻）。2009年、オーストリア・ウィーン大学政治研究大学院修了（国際政治学専攻）。同年より、日本政府在ニューヨーク国連代表部にて、安保理担当の専門調査員として勤務。2000年、在ハーグの化学兵器禁止機関 (OPCW) 事務局長室補佐官として勤務の後、再び専門調査員として、在オーストリア日本大使館に勤務。2003年、国連正規職員として採用されて以降、ウィーン、カブール、カイロ、バンコクを拠点に転勤。2015年より、UN Womenエジプト国事務所長、後に同アジア太平洋地域部長・事務所長として、女性のエンパワーメントに従事。3年間の単身赴任を終え、2018年6月より、国際連合薬物犯罪事務所 (UNODC) 事業局長に昇進。国連の越境犯罪・違法薬物対策部局の世界にまたがるフィールド・プレゼンスを統括。違法薬物のみならず、人身売買、サイバー犯罪、腐敗、テロ・暴力的過激化など、グローバル化の負の側面とも言える緊急課題への対策を通し、人類の平和と持続可能な開発の実現を目指している。学術専門分野は、国際政治。